# D. F. Jones
Dennis Feltham Jones (Londra, 15 luglio 1918 – Londra, 1º aprile 1981) è stato uno scrittore di fantascienza britannico, meglio noto come D. F. Jones.

## Biografia
Dennis Feltham James nacque a Londra nel 1918 e partecipò alla seconda guerra mondiale nella Royal Navy con il grado di comandante. La giovane età alla quale avrebbe assunto tale funzione ha fatto muovere dei dubbi circa il suo vero anno di nascita che secondo alcuni potrebbe essere il 1917.
L'autore è noto per il romanzo Colossus, del 1966, con il quale anticipò temi che saranno riproposti successivamente: un computer senziente, progettato dal Dipartimento della Difesa statunitense, rende schiava la razza umana. L'opera fu la prima di una trilogia i cui successivi romanzi, tuttavia, non eguagliarono il successo del primo, da cui, nel 1970, fu tratto il film Colossus: The Forbin Project di Joseph Sargent; la pellicola fu candidata nel 1971 al Premio Hugo per la miglior rappresentazione drammatica.

## Opere

### SerieColossus
- Colossus, 1966; traduzione di Maria Benedetta De Castiglione, Urania 475, Arnoldo Mondadori Editore, 1967; Urania 726, 1977; Classici Urania 93, 1984
- The Fall of Colossus, 1974
- Colossus and the Crab, 1977

### Altri romanzi
- Implosion, 1967
- Crociera nella catastrofe (Don't Pick the Flowers, 1971, pubblicato anche con il titolo di Denver Is Missing); traduzione di Marco e Dida Paggi, Urania 929, Arnoldo Mondadori Editore, 1982
- AT-1 non risponde (The Floating Zombie, 1975); traduzione di M[aria] Benedetta De Castiglione, Urania 716, Arnoldo Mondadori Editore, 1977
- Xeno, l'abominio che ci aspetta (Earth Has Been Found, 1979, pubblicato anche con il titolo di Xeno); traduzione di Beata Della Frattina, Urania 892, Arnoldo Mondadori Editore, 1981
- Sarà un futuro d'inferno (Bound in Time, 1981); traduzione di Beata Della Frattina, Urania 945, Arnoldo Mondadori Editore, 1983

### Racconti
- Dossier Lucertola (The Tocsin, 1971); traduzione di Rodolfo Maggio, in appendice a L'angelico lombrico, Urania 582, Arnoldo Mondadori Editore, 1971

## Filmografia
Dal romanzo di D. F. Jones del 1966, Colossus, è stato tratto il film Colossus: The Forbin Project diretto da Joseph Sargent, uscito nelle sale nel 1970. La pellicola è stata candidata nel 1971 al premio Hugo per la migliore rappresentazione drammatica.